# Deutzia ningpoensis
Deutzia ningpoensis är en hortensiaväxtart som beskrevs av Alfred Rehder. Deutzia ningpoensis ingår i släktet deutzior, och familjen hortensiaväxter. Inga underarter finns listade i Catalogue of Life.